# Vitorm
Vitorm är ett folktroväsen besläktat med lindormen och basilisken som förekommer i nordisk och tysk folksägen. Den representerar ormarnas konung och sägs i vissa sägner ha en kronliknande vit huvudkam. Vitormen utstrålar stor kraft och dess skinn och kropp kan ge magiska förmågor.
Man förefaller ha ansett att vitormen vintertid bodde under en ek som då bevarade sina löv och sin grönska. I Tyrolen kallas vitormen hasselorm och vistas under ett gammalt hasselbuskage.
Bland de egenskaper som erfås om man äter soppa av vitorm återfinns bland annat siarförmåga, helbrägdagörelseförmåga och kunskap om fåglarnas språk (jämför Sigurd Fafnesbane och lindorm). Ett annat sätt att komma i besittning av magisk förmåga och rikedom var att hålla vitormen fången.